# Reiben (Haselbach)
Reiben ist eine Einöde und ein Ortsteil der Gemeinde Haselbach im niederbayerischen Landkreis Straubing-Bogen.
Der Ort liegt knapp drei Kilometer südlich des Ortskerns von Haselbach im Tal der Menach nördlich der Staatsstraße 2147 in der Gemarkung Dachsberg. Südlich der Staatsstraße liegt der Mitterfelser Gemeindeteil Höllmühl.

## Geschichte
Bis zum 31. Dezember 1970 war Reiben ein Ortsteil der ehemaligen Gemeinde Dachsberg und wurde am 1. Januar 1971 im Zuge der Gebietsreform in Bayern in die Gemeinde Haselbach eingegliedert. Schreibweise im 19. Jahrhundert war Reibn.

### Kirchensprengel
Der Ort wurde 1832/33, zur gleichen Zeit wie Kastenfeld, Kleinkohlham, Reinbach, Spornhüttling, Haidbühl, Höllmühl  und Uttendorf, von der katholischen Pfarrei Haselbach nach Mitterfels umgepfarrt.

## Einwohnerentwicklung
| Jahr      | 1838 | 1860 | 1871 | 1875 | 1885 | 1900 | 1913 | 1925 | 1950 | 1961 | 1970 | 1987 |
| --------- | ---- | ---- | ---- | ---- | ---- | ---- | ---- | ---- | ---- | ---- | ---- | ---- |
| Einwohner | 5    | 3    | 4    | 3    | 2    | 6    | 5    | 12   | 15   | 9    | 10   | 4    |